# جک بنتلی (بازیکن فوتبال)
جک بنتلی (انگلیسی: Jack Bentley; ۱۷ فوریهٔ ۱۹۴۲ – ۲۶ مهٔ ۲۰۰۷) بازیکن فوتبال اهل بریتانیا بود.
از باشگاه‌هایی که در آن بازی کرده‌است می‌توان به باشگاه فوتبال استوک‌پورت کانتی و باشگاه فوتبال اورتون اشاره کرد.